# Khekada
Khekada é uma cidade e uma nagar panchayat no distrito de Baghpat, no estado indiano de Uttar Pradesh.

## Demografia
Segundo o censo de 2001, Khekada tinha uma população de 40,380 habitantes. Os indivíduos do sexo masculino constituem 54% da população e os do sexo feminino 46%. Khekada tem uma taxa de literacia de 62%, superior à média nacional de 59.5%: a literacia no sexo masculino é de 70% e no sexo feminino é de 52%. Em Khekada, 16% da população está abaixo dos 6 anos de idade.